# Voisins, voisines
Pour plus de détails, voir Fiche technique et Distribution.
Voisins, voisines est un film français réalisé par Malik Chibane, sorti en 2005.

## Synopsis
Paco (Frédéric Diefenthal) est le nouveau concierge de la Résidence Mozart. Il est espagnol et vient de sortir de prison. Il va faire la connaissance des lieux et des habitants.

Pendant ce temps, un rappeur cherche l'inspiration parmi la vie de ses voisins.

## Fiche technique
- Titre : Voisins, voisines
- Réalisation : Malik Chibane
- Scénario : Jackie Berroyer, Malik Chibane et François Patissier
- Pays d'origine :  France
- Genre : comédie
- Durée : 95 minutes

## Distribution
- Frédéric Diefenthal : Paco
- Anémone : Madame Gonzales
- Jackie Berroyer : Monsieur Gonzales
- Candice Berner : Madame Macer
- Mohamed Fellag : Monsieur Malouf
- Gwendoline Hamon : Alice Loïc
- Insa Sané : Moussa
- Sarah Maldoror : Madame Patisson
- Hakim Sarahoui : Monsieur Macer